# Walter Grubmüller
Walter Grubmüller, född 13 januari 1989 i Wien, är en österrikisk racerförare.

## Racingkarriär
Grubmüller körde utan större framgång i olika Formel Renault-serier mellan 2004 och 2006, men flyttade ändå upp till Brittiska Formel 3 och toppstallet Hitech Racing. Framgångarna uteblev även här. Han slutade på sextonde plats 2007 och kom sedan på fjortonde plats 2008. Grubmüllers genombrott kom säsongen 2009, då han kunde använda sin erfarenhet till att tävla i toppen av mästerskapet, även om han fick mycket kontroversiell hjälp från sin snabbare stallkollega Renger van der Zande. I och med att Grubmüllers far finansierade verksamheten var van der Zandes uppdrag att hjälpa honom till titeln, men det slutade med att Grubmüller fick se sig passerad i mästerskapet, varpå Hitech drog ur van der Zande ur mästerskapet så Grubmüller skulle kunna ta andraplatsen. 2010 tog han steget upp till Formula Renault 3.5 Series med P1 Motorsport.